# Rudolf von Burk

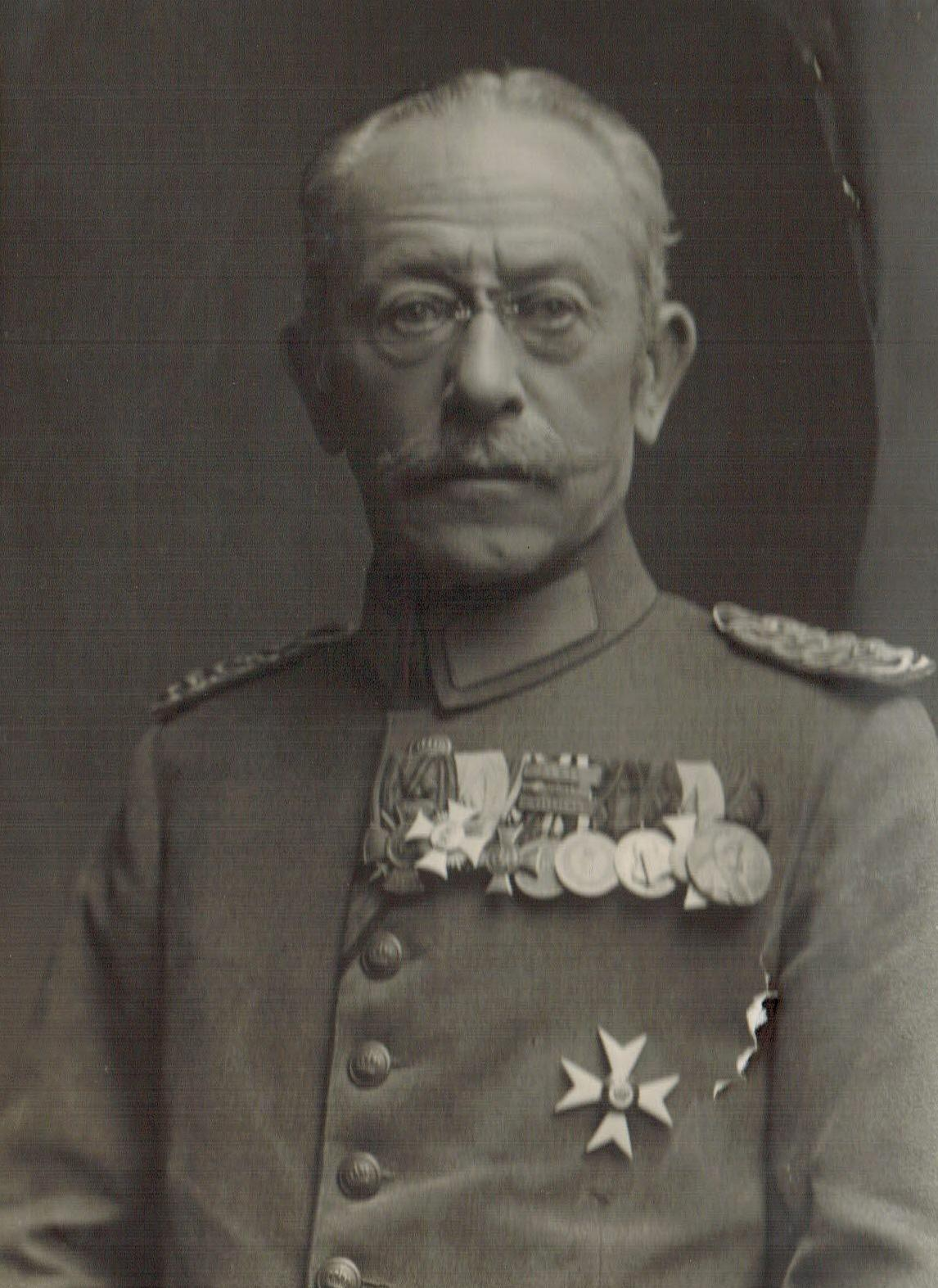
Rudolf von Burk

Rudolf Burk, ab 1899 von Burk, (* 6. Juni 1841 in Warmbronn; † 23. Dezember 1924 in Ulm) war ein württembergischer Sanitätsoffizier, zuletzt Generalarzt.

## Leben
Als Sohn eines Pfarrers studierte Burk an den Universitäten Tübingen und Würzburg Medizin. In Tübingen schloss er sich der Studentenverbindung Landsmannschaft Schottland an. Burk war dann Assistenzarzt bei Victor von Bruns und wurde 1866 zum Dr. med. promoviert. Im Juni desselben Jahres wurde er Assistenzarzt beim Feldhospital Solitude. Bei dem Gefecht bei Tauberbischofsheim war er Bataillonsarzt des 8. württembergischen Infanterie-Regiments. Kurze Zeit ließ er sich dann in Tübingen als praktischer Arzt nieder, ging aber schon 1868 wieder zum Militär und wurde nach Ulm versetzt.
Im Deutsch-Französischen Krieg nahm Burk dann unter anderem an den beiden Schlacht bei Villiers und der Belagerung von Paris teil. Fortan war er von 1874 auf 1875 in Weingarten, dann wieder in Ulm als Garnisonsarzt, später dort 13 Jahre Regimentsarzt beim Feldartillerie-Regiment „König Karl“ (1. Württembergisches) Nr. 13. Daraufhin wurde er Divisionsarzt der (27. Division (2. Königlich Württembergische)) und Chef des Garnisonlazaretts, wo er sich als Generalarzt im Rang eines Obersts pensionieren ließ. Während des Ersten Weltkrieges wurde er wieder als 1. Garnisonsarzt und chirurgischer Beirat für sämtliche Lazarette Ulms tätig, zugleich auch 1. Chefarzt des Garnisonslazaretts.
Beförderungen:
- 1866 Assistenzarzt
- 1870 Stabsarzt
- 1874 Oberstarzt
- 1883 Oberstabsarzt
- 1896 Generaloberarzt
- 1905 Generalarzt

Neben seinem militärischen Dienst übte von Burk eine ausgedehnte Privatpraxis in Ulm aus.

## Auszeichnungen
- 1871 Ritterkreuz 1. Klasse des Friedrichs-Ordens
- Ehrenkreuz des Ordens der Württembergischen Krone[2] am 24. Februar 1899.[3] Damit verbunden war die Erhebung in den persönlichen Adelstand.
- Preußischer Kronenorden III. Klasse